# لي كارتر
لي كارتر (بالإنجليزية: Lee J. Carter)‏ هو سياسي أمريكي، ولد في 2 يونيو 1987 في إليزابيث سيتي في الولايات المتحدة. حزبياً، نشط في الحزب الديمقراطي.